# Мађараби
Мађараби су народ који живи дуж Нила у Египту и Судану. Они су мађарског порекла, вероватно се населили у Египат у 16. веку.
Према легенди, пошто је Османско царство освојило Мађарску у 16. веку, један део мађарске војске која се борила у јужном Египту били су Мађари хришћани. Цела та јединица или један њен део је остала тамо и стопила се са локалним нубијским становништвом.
Европљани су сазнали за њих тек 1935. када су Ласло Алмаши и његов сарадник Хансјоаким фон дер Еш наишли на једно њихово племе у Нубији.
Мађараби имају изглед сличан локалном становништву и не говоре мађарски језик. Ипак, према фон дер Ешу и Алмасију, неке речи у њиховом дијалекту имају мађарске корене.

## Име
Мада би се могло помислити да је „Мађараб“ спој речи „Мађар“ и „Араб“, у ствари је у питању спој речи „Мађар“ и „аб“, што на нубијском језику значи „племе“.